# 1732
1732 (MDCCXXXII) a fost un an bisect al calendarului gregorian, care a început într-o zi de luni.

## Evenimente
- Timișoara devine reședința episcopiei romano-catolice a diecezei de Cenad.

## Nașteri
- 24 ianuarie: Pierre Beaumarchais (n. Pierre-Augustin Caron de Beaumarchais), dramaturg francez (d. 1799)
- 22 februarie: George Washington, general și primul președinte al Statelor Unite ale Americii (d. 1799)
- 31 martie: Joseph Haydn, compozitor austriac (d. 1809)

## Decese
- 4 decembrie: John Gay, 47 ani, scriitor englez (n. 1685)